# The Slim Princess
The Slim Princess er en amerikansk stumfilm fra 1915 af E. H. Calvert.

## Medvirkende
- Francis X. Bushman som Alexander H. Pike
- Ruth Stonehouse som Kalora
- Wallace Beery som Popova
- Harry Dunkinson som Selim Malagaski
- Terza Bey som Jeneka